# Aneflomorpha tenuis
Aneflomorpha tenuis là một loài bọ cánh cứng trong họ Cerambycidae.